# Pourquoi tu pleures ?
Pour plus de détails, voir Fiche technique et Distribution.
Pourquoi tu pleures ? est un film français réalisé par Katia Lewkowicz et sorti en 2011.

## Synopsis
Arnaud, jeune homme qui esquive habituellement les prises de décisions, est confronté à de multiples problèmes alors qu'il est sur le point de se marier. 
Soudain en proie aux doutes quand on l'informe qu'Anna, sa fiancée, en éprouve elle-même, le voilà tout occupé à courir après Anna qui joue les filles de l'air. Il est alors incapable de décider de l'organisation de la cérémonie, incapable de dire « non » à tous ceux qui gravitent autour de lui : il est happé par sa future belle-famille, fervente pratiquante de rites religieux et soucieuse de ses traditions, ne peut échapper à l'emprise d'une mère possessive et d'une sœur caractérielle, ne peut se soustraire à sa bande de copains qui organisent ses lendemains... 
Plus grave que son impossibilité de faire avancer les travaux de son futur nid d'amour (un vrai chantier), il s'empêtre dans un autre amour (lui aussi en chantier) : Arnaud ne sait pas comment rompre avec sa maîtresse Léa qu'il aime beaucoup, car elle est toujours à son écoute. Il craint de perdre sa bienveillante sollicitude (et ses rassurantes étreintes) et en arrive à songer à annuler son mariage, mais aura-t-il la force de l'exprimer ?

## Fiche technique
- Titre original : Pourquoi tu pleures ?
- Réalisation et dialogues : Katia Lewkowicz
- Scénario : Katia Lewkowicz, Marcia Romano
- Musique : Benjamin Biolay, Marc Chouarain
- Photographie : Laurent Brunet
- Son : David Rit, Roman Dymny, Daniel Sobrino
- Montage : Célia Lafitedupont
- Décors : François-Renaud Labarthe et Tibor Dora
- Costumes : Nathalie Benros
- Casting : Brigitte Moidon
- Pays d'origine :  France
- Tournage : 
  - Langue : français
  - Extérieurs : Paris (quartier de la Goutte d'Or, quartier Pigalle et Aéroport d'Orly)[1]
- Année de production : 2010
- Producteurs : Grégory Barrey
- Matériels de tournage : Groupe TSF
- Coproducteurs : Jean-Baptiste Dupont, Jean Labadie et Cyril Colbeau-Justin
- Producteurs associés : Maya Hariri et Joffrey Hutin
- Assistant de production : Martin Salmon
- Sociétés de production : Panorama Films, LGM Cinéma, Le Pacte, Canal+ et CinéCinéma
  - Soutiens à la production : CNC, A Plus Image 2 et Uni Etoile 8
- Société de distribution : Le Pacte (France), Praesens Film (Suisse), Les Films de l'Élysée (Belgique), FunFilm (Canada)
- Format : couleur — 35 mm — 2.35:1 (Scope) — son Dolby SRD
- Genre : comédie
- Durée : 99 minutes
- Dates de sortie :  19 mai 2011 (Semaine internationale de la critique de Cannes), 15 juin 2011 dans les salles
- (fr) Mentions CNC : tous publics, Art et Essai (visa d'exploitation no 126417 délivré le 25 mai 2011
- Budget : 2,44 M€[2]
- Box-office Europe : 170 752 entrées[3]

## Distribution
- Benjamin Biolay : Arnaud, le marié
- Emmanuelle Devos : Cécile, la sœur
- Nicole Garcia : Claude, la mère
- Valérie Donzelli : Anna, la fiancée
- Sarah Adler : Léa, la maîtresse
- Éric Lartigau : Paco, le beau-frère
- Rodolphe Dana : Éric
- Jean-Noël Cnockaert : Jean-Noël
- Nadir Legrand : Laurent
- Hana Laszlo : Mathila, la mère d'Anna
- Haim Bouzaglo : Haim, le père d'Anna
- Niseema Theillaud : Josy
- Marc Bodnar : Le chef de chantier
- Lolita Offenstein : La fille de Paco
- Daphné Dugois : Poppy
- Monica Abularach : Maria
- Antonio Rodriguez : Le vendeur magasin de mariage
- Sylvain Savard : Le vieux monsieur
- Remy Amoros : Le monsieur du parc
- Romano Dezsö Balogh : Carlo
- Mika Tard : Une amie de Léa
- Claire Dumas : Une amie de Léa
- Rony Kramer : L'oncle Dany
- Simon Elimeneh : Un oncle
- Rafi Amzaleg : Un oncle
- Françoise Lépine : La dame de l'agence
- Loan Leloup :
- Timéo Leloup :

## Distinction
- Semaine de la critique Cannes 2011 : projection le 19 mai en clôture de la semaine.

## Vidéo
- Pourquoi tu pleures ? de Katia  Lewkowicz, France Télévisions Distribution, décembre 2011, DVD [présentation en ligne]